# Hydrologia

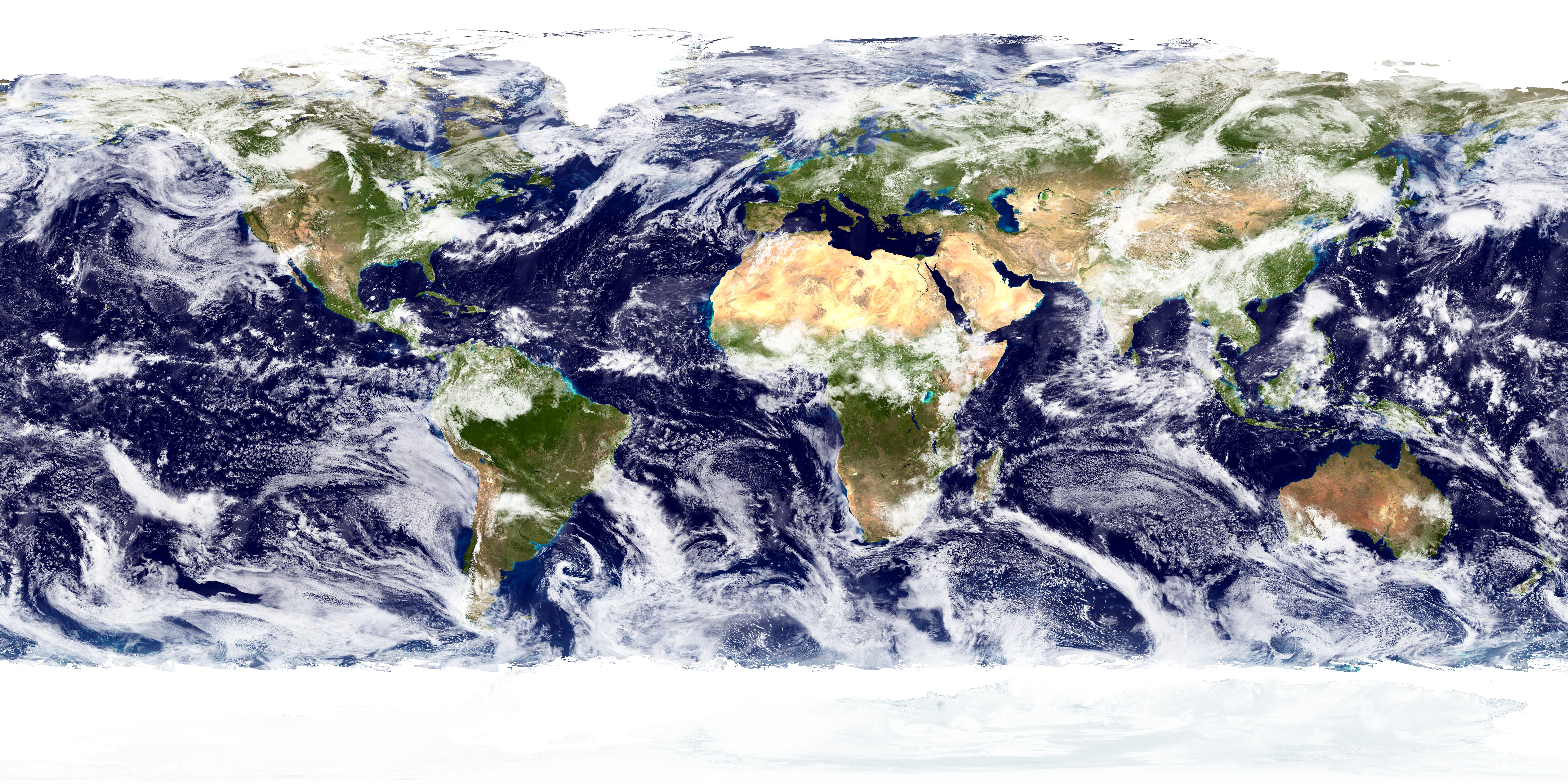
Wody pokrywają ponad 70% powierzchni Ziemi.

Hydrologia (ze stgr. ὕδωρ – „woda”) – dział geografii fizycznej, zajmujący się badaniem wody (pod każdą postacią), występującej w środowisku przyrodniczym.
Podstawowe działy powiązane z hydrologią:
- glacjologia – zajmuje się lodowcami i lądolodami,
- kriologia – zajmuje się wodą pod postacią lodu,
- krenologia – zajmuje się źródłami wody,
- potamologia – bada linijne wody powierzchniowe – rzeki i potoki,
- paludologia – zajmuje się bagnami,
- limnologia – bada jeziora i inne zbiorniki wodne,
- oceanografia – zajmuje się wodami morskimi i oceanicznymi,
- hydrogeologia – zajmuje się wodami podziemnymi,
- ekohydrologia – bada oddziaływania między organizmami żywymi a cyklem hydrologicznym.
- hydrometeorologia – interesuje się procesami dotyczącymi obecności wody w atmosferze i opadami.

Terminy:
- zlewnia – dorzecze – zlewisko – dział wód – obszar bezodpływowy,
- warstwa wodonośna – basen artezyjski – żyła wodna,
- źródło – wywierzysko – studnia,
- woda mineralna – szczawa – solanka – cieplica – gejzer,
- bagno – młaka – solnisko,
- rzeka – ciek wodny – strumień – potok,
- estuarium – delta – ponor – koryto rzeki,
- wodospad – kaskada – katarakta – bystrze – nurt,
- wodowskaz – stan wody – wezbranie – powódź – cofka powodziowa,
- rok hydrologiczny – reżim rzeki – retencja,
- zapora wodna – jaz – regulacja rzeki – wał przeciwpowodziowy,
- jezioro – staw,
- ocean – morze – zatoka – cieśnina – kanał morski,
- zalew – liman – laguna – fiord – basen morski,
- basen oceaniczny – rów oceaniczny – grzbiet śródoceaniczny – równina abisalna – płaskowyż oceaniczny – wzniesienie oceaniczne – ławica oceaniczna,
- fala morska – tsunami – sejsza – pływy – prąd morski,
- mareograf,
- pokrywa śnieżna – zmarzlina,
- zlodzenie – kra lodowa – góra lodowa – firn – granica wiecznego śniegu,
- zlodowacenie – lodowiec – lądolód – czasza lodowa.

System badania jakości wód w Polsce jest stale ulepszany w ramach rozwoju Państwowego Monitoringu Środowiska, który prowadzony jest przez Główny Inspektorat Ochrony Środowiska.
Do podstawowych zadań hydrologów zaliczyć można m.in.:
- badanie cyklu wodnego
- zarządzanie zasobami wodnymi
- ochronę przed katastrofami związanymi z wodą
- prace badawcze i konsultingowe
- ochronę i renowację ekosystemów